# 1896 год в музыке

## События
- 1 февраля — премьера оперы Джакомо Пуччини «Богема» в Театро Реджио
- 19 марта — премьера концерта для виолончели си-минор Антонина Дворжака в Куинс-холл
- 27 марта — премьера «Поэмы» для скрипки с оркестром Эрнеста Шоссона в Нанси, Франция
- Кайзер провозглашает Энгельберта Хумпердинка профессором музыки[1]
- Габриэль Форе занимает место Теодора Дюбуа в качестве органиста в Церкви Мадлен[2]

## Классическая музыка
- Рихард Штраус — симфоническая поэма «Так говорил Заратустра»
- Александр фон Цемлинский — трио для кларнета, виолончели и фортепиано
- Антонин Дворжак — симфонические поэмы «Водяной», «Полуденица»; квартет ля-бемоль мажор, опус 105
- Эйвинн Альнес — Симфония № 1
- Эми Бич — Симфония ми-минор «Гаэльская»; соната для виолончели
- Иоганнес Брамс — 4 строгих напева; 11 хоральных прелюдий, опус 122
- Антон Брукнер — Симфония № 9
- Эрнест Шоссон — Поэма для скрипки и оркестра
- Густав Хольст — квинтет для фортепиано и духовых инструментов
- Венсан д’Энди — симфонические вариации «Иштар», опус 42
- Чарльз Айвз — струнный квартет № 1 из «Армии спасения»
- Эдуард Мак-Доуэлл — «Лесные эскизы»
- Ханс Пфицнер — трио для фортепиано фа-мажор, опус 8
- Камиль Сен-Санс — Концерт для фортепиано № 5 «Египетский»; соната для скрипки № 2
- Александр Скрябин — 24 прелюдии для фортепиано, опус 11; 5 прелюдий для фортепиано, опус 15
- Ян Сибелиус — «Коронационная кантата»; «Нескончаемый день» для детских голосов
- Франсиско Таррега — «Воспоминания об Альгамбре»
- Альберик Маньяр — Симфония № 3, опус 11

## Опера
- Умберто Джордано — «Андре Шенье»
- Руджеро Леонкавалло — «Чаттертон»
- Фридрих Люкс — «Царица афинская»
- Джакомо Пуччини — «Богема»
- Николай Римский-Корсаков — «Садко»
- Артур Салливан — «Великий герцог»
- Ян Сибелиус — «Дева в башне»
- Август Энна — «Окассен и Николетт»
- Павел Юон — «Алеко»

## Родились
- 20 января — Эльмер Диктониус (ум. 1961) — финский и шведский писатель, поэт и композитор
- 28 января — Элси Карлайл[англ.] (ум. 1977) — британская певица
- 3 февраля — Кид Томас Валентайн[англ.] (ум. 1987) — американский джазовый трубач и бэндлидер
- 22 февраля — Насио Херб Браун[англ.] (ум. 1964) — американский автор песен
- 1 марта — Димитрис Митропулос (ум. 1960) — греческий и американский дирижёр, пианист и композитор
- 10 марта — Питер Де Роуз[англ.] (ум. 1953) — американский композитор
- 8 апреля — Йип Харбург (ум. 1981) — американский поэт-песенник и либреттист.
- 10 апреля — Эдит Дэй[англ.] (ум. 1971) — американская актриса и певица
- 24 апреля — Иван Тоцкий (ум. 1957) — оперный певец, Народный артист Украинской ССР (1948).
- 30 апреля — Гари Дэвис (ум. 1972) — американский блюзовый певец и гитарист
- 20 июня — Вильфрид Пеллетье (ум. 1982) — канадский дирижёр и музыкальный педагог
- 2 августа — Лоренсо Эррера[исп.] (ум. 1960) — венесуэльский певец и композитор
- 27 августа — Лев Термен (ум. 1993) — советский изобретатель, инженер-электромеханик и музыкант, создатель терменвокса
- 2 сентября — Аманда Рэндольф[англ.] (ум. 1967) — американская актриса, певица и музыкант
- 8 сентября — Ховард Дитц[англ.] (ум. 1983) — американский публицист, поэт-песенник и либреттист
- 10 сентября — Адель Астер (ум. 1981) — американская танцовщица и актриса
- 11 сентября — Берт Амброуз[англ.] (ум. 1971) — британский руководитель оркестра и скрипач
- 25 сентября — Роберто Герхард (ум. 1970) — испанский и британский композитор
- 7 октября — Фил Оман[англ.] (ум. 1954) — американский композитор и пианист
- 11 октября – Чезаре Андреа Биксио, итальянский композитор
- 18 октября — Фридрих Холлендер (ум. 1976) — немецкий композитор и музыкант
- 28 октября — Ховард Хэнсон[англ.] (ум. 1981) — американский композитор, дирижёр и музыкальный теоретик
- 31 октября — Этель Уотерс (ум. 1977) — американская джазовая певица и актриса
- 4 ноября — Гарри Вудс[англ.] (ум. 1970) — американский автор песен и пианист
- 23 ноября — Рут Эттинг (ум. 1978) — американская певица и актриса
- 25 ноября — Вирджил Томсон (ум. 1989) — американский композитор и музыкальный критик
- 1 декабря
  - Петко Стайнов (ум. 1977) — болгарский композитор, дирижёр, скрипач, пианист, педагог и общественный деятель
  - Рэй Хендерсон[англ.] (ум. 1970) — американский автор песен
- 6 декабря — Айра Гершвин (ум. 1983) — американский поэт-песенник
- 12 декабря — Енё Адам (ум. 1982) — венгерский композитор, дирижёр, музыковед и педагог
- 21 декабря — Лерой Робертсон[англ.] (ум. 1971) — американский композитор и педагог
- 28 декабря — Роджер Сешнс (ум. 1985) — американский композитор, музыковед и педагог

## Скончались
- 28 января — Джозеф Барнби[англ.] (57) — британский композитор и дирижёр
- 5 февраля — Генри Дэвид Лесли[англ.] (73) — британский композитор и дирижёр
- 12 февраля — Амбруаз Тома (84) — французский композитор и педагог
- 13 февраля — Карл Мартин Рейнталер[нем.] (73) — немецкий композитор, дирижёр и органист
- 5 марта — Хиромори Хаяси[англ.] (64) — японский композитор, автор музыки гимна Японии «Кими га ё»
- 12 апреля — Александр Риттер (62) — немецкий композитор, скрипач и дирижёр
- 30 апреля — Антонио Каньони (68) — итальянский композитор
- 12 мая — Хуан Морель Кампос[исп.] (38) — пуэрто-риканский композитор
- 20 мая — Клара Шуман (76) — немецкая пианистка, композитор и педагог
- 7 июня — Павлос Каррер (67) — греческий оперный композитор
- 22 июня — Огастес Харрис[англ.] (44) — британский актёр, импресарио и драматург
- 26 июля — Теодор Саломе[фр.] (62) — французский органист и композитор
- 1 августа — Вильгельм Герман Барт[дат.] (83) — датский скрипач, композитор и музыковед
- 18 августа — Фредерик Кроуч[англ.] (88) — британский виолончелист и композитор
- 16 сентября — Антониу Карлус Гомес (60) — бразильский композитор
- 22 сентября — Каталин Клафски[венг.] (41) — венгерская оперная певица (сопрано)
- 23 сентября — Жильбер Дюпре (89) — французский оперный певец (тенор)
- 11 октября — Антон Брукнер (72) — австрийский композитор, органист и музыкальный педагог
- 17 октября — Генри Эбби (50) — американский театральный и музыкальный импресарио
- 25 ноября — Спиридон Ксиндас (84) — греческий композитор и гитарист
- 3 декабря — Лазло Эркель[венг.] (51) — венгерский пианист и дирижёр
- 17 декабря — Рихард Пол[нем.] (70) — немецкий писатель, критик и композитор
- без точной даты
  - Луиджа Аббадиа[итал.] (74 или 75) — итальянская оперная певица (меццо-сопрано)
  - Гопалакришна Бхарати[англ.] (85 или 86) — тамильский поэт и композитор
  - (предположительно) Курмангазы Сагырбайулы (72—78) — казахский музыкант и композитор